# Oldfieldia africana
Oldfieldia africana là một loài thực vật có hoa trong họ Picrodendraceae. Loài này được Benth. & Hook.f. mô tả khoa học đầu tiên năm 1850.